# Einlassung
Die Einlassung bezeichnet die Stellungnahme eines Beklagten im Zivilprozess zu gegen ihn erhobenen Ansprüchen oder eines Beschuldigten, Angeschuldigten oder Angeklagten im Strafprozess zu gegen ihn erhobenen Vorwürfen.

## Zivilprozess
Im Zivilprozess zielt die Einlassung darauf ab, eine Klage mittels Abweisung als unbegründet erklären zu lassen. Der Beklagte kann dabei die Klagebehauptungen bestreiten, Einreden erheben oder eigene Ausführungen zur Rechtslage vorbringen. Lässt sich der Beklagte nicht ein oder versucht er lediglich, prozessuale Mängel geltend zu machen, kann ein Versäumnisurteil ergehen oder Präklusion eintreten. Lässt sich der Beklagte jedoch ein, kann der Kläger seine Klage ohne dessen Zustimmung nicht mehr zurücknehmen und der Beklagte erkennt die Zulässigkeit der Klage, die Zuständigkeit des Gerichts und die Mängelfreiheit des Klageerhebungsvorgangs an.

## Strafprozess
Im Strafprozess ist die Einlassung eine Stellungnahme des Angeklagten zum Anklagevorwurf. Sie ist weder Geständnis noch Beweismittel. Beides kann aber im Rahmen der richterlichen Beweiswürdigung als Beweis gewertet werden. Auch eine freiwillige Stellungnahme des Beschuldigten oder Angeschuldigten, bspw. bei Polizei oder Staatsanwaltschaft, während des Ermittlungs- und Zwischenverfahrens wird als Einlassung bezeichnet.